# 沃爾夫克里克 (蒙大拿州)
沃爾夫克里克（英語：Wolf Creek）是位於美國蒙大拿州劉易斯與克拉克縣的普查規定居民點。

## 歷史
沃爾夫克里克的郵局自1888年營運至今。

## 人口
根據2020年美國人口普查的數據，沃爾夫克里克的面積為0.55平方千米，皆為陸地。當地共有人口25人，而人口密度為每平方千米45.45人。